# Slaget vid Junín
Slaget vid Junín (spanska: La batalla de Junín) var en mindre militär sammanstötning under peruanska frihetskriget som en del av de spanskamerikanska självständighetskrigen. Striden stod mellan rojalisterna som kämpade för Spanien, och patrioterna som kämpade för självständighet från Spanien. Slaget utkämpades den 6 augusti 1824 på en höjd av 4 100 meter på högslätten i Junín, Peru. I februari samma år hade rojalisterna återtagit Lima. Efter att patrioterna omgrupperat i Trujillo ledde befrielsehjälten Simón Bolívar soldaterna mot den spanska och rojalistiska armén ledd av den franskfödde fältmarskalken José de Canterac. De två arméerna möttes på Junínslätten, sydost om Junínsjön. Bolívars kavalleri besegrade Canteracs i den skärmytsling som följde.

## Slaget
Canterac skickade sina trupper längs östra sidan av Junínsjön för att möta patrioternas armé, bara för att upptäcka att Bolívars soldater marscherade söderut på andra sidan av sjön. Royalisterna vände om och skyndade tillbaka för att inte bli avskurna från sitt infanteri. Bolívar såg detta och med sina 13 000 soldater gjorde han en snabb rörelse för att skära av rojalisterna. Han sände iväg en argentinsk kavalleridivision, vilket försenade de spanska rojalisttrupperna tills resten av Bolívars styrkor anlände. Den brittiske generalen William Miller stred på patrioternas sida, och han ledde sitt kavalleri i en till synes reträtt. Det spanska kavalleriet lät sig luras och tog upp jakten. Millers ryttare vände om och gick till motattack och jagade förföljarna på flykten.
Slaget vid Junín varade i ungefär en timme och involverade närstrid mellan kavallerimän med lansar och sablar. Det var en ren kavalleristrid och enligt ögonvittnen användes inga skjutvapen. Omkring 250 rojalister och 150 självständighetskämpar stupade.

## Stridens betydelse
Även om denna batalj inte kan ses som något annat än en mindre skärmytsling, hade segern en enorm psykologisk effekt på patrioterna. Detta var deras första seger i Peru, och moralen bland soldaterna höjdes avsevärt. Royalisterna var tvungna att göra en lång och mödosam reträtt till Cusco. Många av de trötta och desillusionerade soldaterna deserterade eller bytte sida och gick över till patrioterna.
Till slut var den spanska vicekungen i Peru, José de la Serna e Hinojosa, tvungen att personligen ta kommandot över den rojalistiska armén för att försöka återställa moralen. Slaget vid Junín var inledningen till Perus slutliga självständighet, vilken bekräftades senare då La Serna och Canteracs rojalistiska armé besegrades i december samma år av Antonio José de Sucre vid slaget vid Ayacucho - en seger som säkrade Perus självständighet och gjorde slut på Spaniens styre i Sydamerika.
Den här artikeln är helt eller delvis baserad på material från norskspråkiga Wikipedia.